# とくし丸
株式会社とくし丸（とくしまる）は、徳島県徳島市に本社を置く移動スーパーマーケットを運営する企業である。

## 概要
出版社『あわわ』の創業者住友達也が2012年に創業した。徳島の中山間地域で暮らす母が買い物に難儀する様子を知り、買い物難民に特化した移動販売を開始した。

社名は創業地「徳島」と社会事業や公共の福祉に貢献する「篤志」の意味を込めた。提携した地域スーパーマーケットの商品を顧客の玄関先まで届け、付加価値として商品1品に付き一律10円から20円値上げする「プラス10円ルール」「プラス20円ルール」を導入し、上げ幅は提携先により異なる。

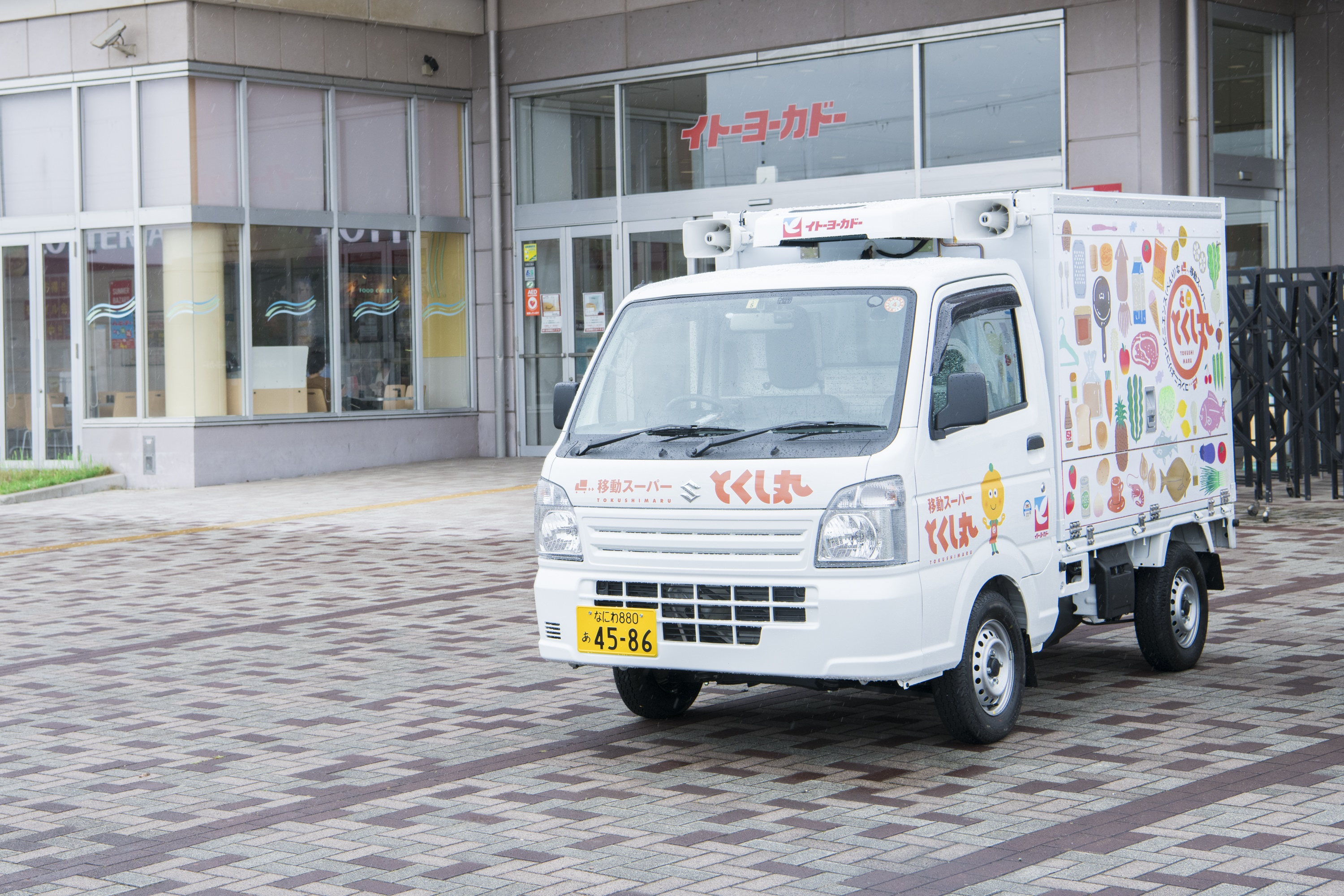
イトーヨーカドーのとくし丸

生鮮食品を含めた約400品目を扱い、地域見守りも目指す。
当初は地方へ向けてサービスを展開したが、都市部も運転免許返納や商店街の閉店など買物難民が課題となり、2020年から提携するイトーヨーカドーの店舗を拠点に新宿区などで100台以上が稼働した。

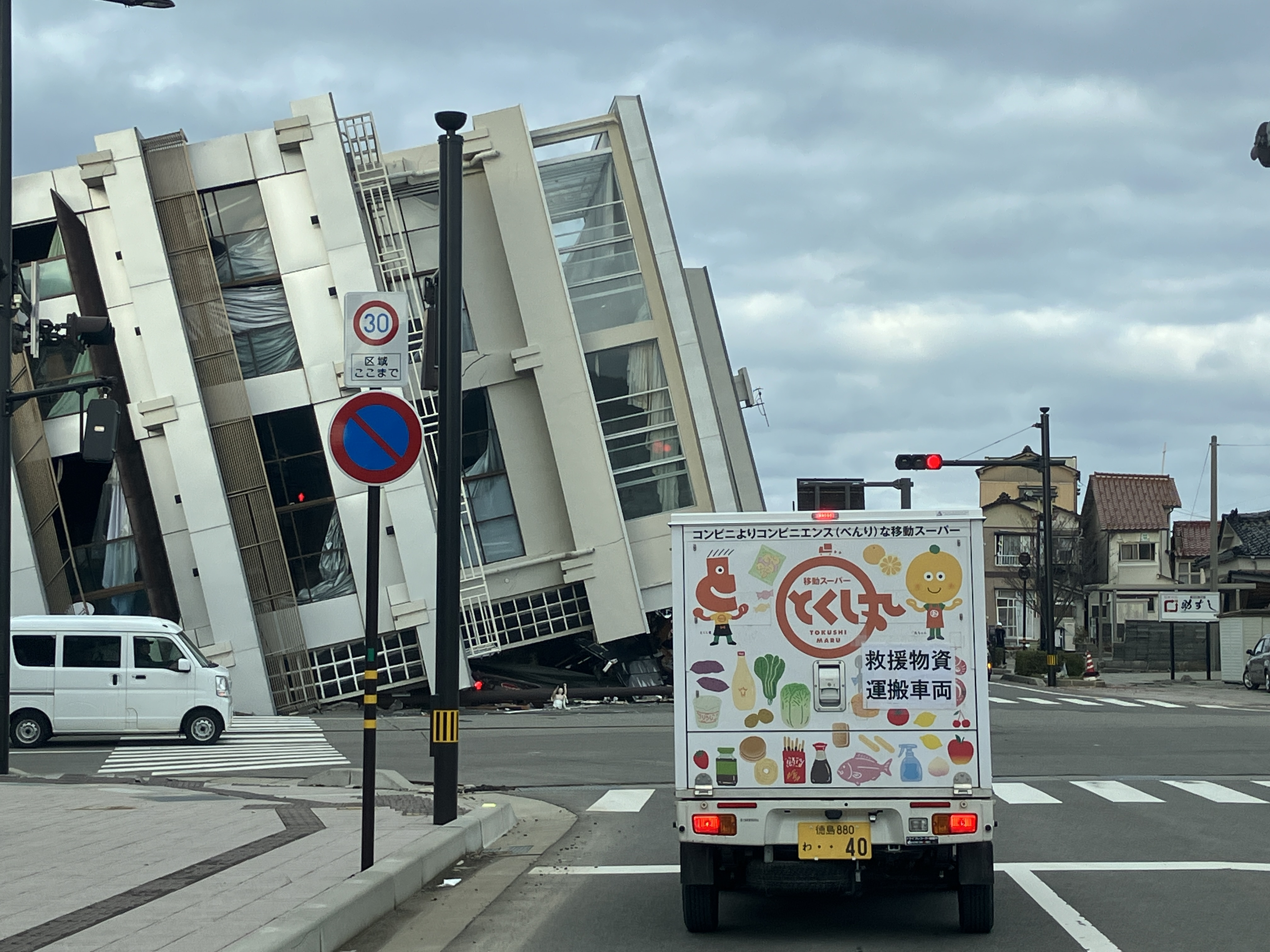
能登半島地震の被災地でも救援活動をおこなった

2020年10月に沖縄県でリウボウストアと提携して全国47都道府県で営業となり 、2022年5月に移動スーパー業界で初めて稼働台数が1,000台を越える。
利用客の8割を占める70から80歳代の女性へ向けた隔月刊情報誌「ぐ〜す〜月刊とくし丸」を2023年8月に創刊し、創刊号は4万部を発行した。高齢者へ雑誌を通じてエンターテインメントの提供などを図る。

## 特徴
冷蔵庫付き軽トラックに、提携スーパーが扱う商品から刺身、肉、寿司、総菜、野菜、果物、パン、菓子、トイレットペーパー、雑貨など約400品目を1200から1500個積載し、客先で駐車して営業する。顧客は「見て・触って・感じて・選んで」楽しみながら望む商品を自由に選び、対面で会計する。
地域の市町村と「見守り協定」を締結し、社会福祉協議会、地域包括支援センター、ケアマネージャー、民生委員などと連携し、毎週利用者を訪問して会話をすることで利用者の異変を察知し、速やかな連絡を図る。行政や警察と連携して防災、防犯、熱中症予防などを啓蒙し、2023年9月に環境省の取り組みに賛同して熱中症予防の啓発、2024年1月に新宿区から防災パンフレットの提供を受けて都市型地震への備えを促す啓発、など高齢者を支援する。
2024年1月の能登半島地震の発災に際し、現地の販売員と協働でスーパーマーケットアルビスなどから商品を調達し、顧客や避難所を巡回して救援物資を提供した。2024年2月16日に総務省消防庁第28回防災まちづくり大賞で、最優秀賞にあたる「総務大臣賞」を受賞した。

## 販売パートナー
販売員は「販売パートナー」と称し、原則個人事業主が務める。本部が地域のスーパーマーケットと契約し、販売パートナーは担当地域の店舗と契約する。販売パートナーは売り上げの17％と販売手数料の一部が収入となる。
個人事業主だが商品を自費で仕入れずに拠点店舗の商品を「販売代行」するため、生鮮食品の売れ残り廃棄は生じない。 本部と提携先の両方から顧客開拓や販売手法などがサポートされる独自のフランチャイズのスタイルを持つ。
2024年の売上は1日当たり約10万円で、開業後1年以上経過した販売パートナーの年収は約530万円で、600から700万円以上もいる。おもに買い物難民の高齢者を顧客とするため、収入が安定し易く、9割以上が400万円以上の収入を得ている。3年以上の継続率が9割以上 と、個人事業主として高い。前職は自治体職員、自衛隊員、介護士など多様で、平均年齢49歳、最年少22歳、最年長72歳。

## 受賞歴
- 日本サービス大賞 農林水産大臣賞（2016年）[22]
- 環境省 グッドライフアワード 環境大臣賞優秀賞（2017年）[23]
- 地域再生大賞 優秀賞（2017年）[24]
- オルタナ グリーンオーシャン大賞（2018年）[25]
- 日本財団 社会貢献者表彰（2019年）[26]
- 総務省 ふるさとづくり大賞（2019年）[27]
- 消費者庁「見守り活動」貢献 表彰（2022年）[28]
- 消費者庁 消費者志向経営優良事例表彰 消費者庁長官表彰（2024年）[29]
- 総務省消防庁 第28回防災まちづくり大賞 総務大臣賞（2024年）[29]

## 提携スーパー
提携するスーパーは140を越え、全都道府県に拡大している。地域に根付いたローカルスーパーのほか、イトーヨーカドーやAコープ系列など、大手スーパーマーケットも多数参入している。
イトーヨーカドー、コモディイイダ、ヤマザワ、アルビス、Aコープ九州、リウボウストア、マルダイ、ほりぐち、Aコープみやざき、いなげや、しずてつストア、デリシア、サンシャイン、マルイ、スーパーあおき、ウオロク、サンリブ、Aコープ西日本、東武ストア、とりせん、サンプラザ、ヨシヅヤ、京成ストア、ショージ、トップワールド、フクヤ、そごうマート、マルエイ、エムジー、カワベ、サンモール、ショッパー桜川、関西スーパー、天満屋ストア、松源、キョーエイ、近商ストア、サニーマート、サンシャインチェーン本部、いちい、エスマート、マルト、しまむらストアー、サンエー、三ツ丸ストアー、セブンスター、ビフレ、ながやま、JA紀州、にいつ、イトーヨーカドー丸大、マイ・マート、ナカガワ、神鉄食彩館、にしだ、鎌倉屋、末広、JAみくまの、スマイル、かわちや、スター、サンキョー、第一スーパー、ママーストアー、ウイリー、クリハラ、丸正、オオキタ、こめやストアー、YMトクナガ、パオーネ、サンシード、パリヤ、スーパー丸味、みやたエイト、彦市、たかす、どまんなか たぬま、オズメッセ、ダイマル、サンシールさの、川本ストアー、リバティ長岡、まるき、全日食チェーン、ベルク、丸久、杏林堂、Aコープ東日本、ぎゅーとら、オックス、ダイイチ、アスタラビスタ、文化堂、セイミヤ、いちやまマート、ニシザワ、どんたく、ナリタヤ、よしや、セイブ、ユーマート、ヤスサキ、やまのぶ、よこまち、サンライズ、ファミリーストアさとう、ト一屋、あつみ、ヤマダイ、グッディー、ヒバリヤ、ジョイント、プラッセだいわ、ナガヤ、東美、カネハチ、うおかつ、サンエース、カケモ、T‐MART、なりざわ、ヤオスズ、サンフレッシュ、ユアーズバリュー、アマノ、スーパーラック、おおたや、ハピー、岡谷生鮮市場、ヤマトー、ベニースーパー、ヴァローレ、けいすけ、サンゼン、矢尾百貨店、ナピカ、マルミヤストア

## 沿革
- 2012年1月11日 - 創業。
- 2016年1月 - 稼働台数が100台を突破。
- 2016年5月 - 野菜宅配業を営むオイシックス（現・オイシックス・ラ・大地）に買収される[32]。
- 2018年4月 - 稼働台数が300台を突破[33]。
- 2018年9月 - 提携スーパーマーケットが100社に到達[34]。
- 2020年4月 - 稼働台数が500台を突破[35]。
- 2020年10月 - 沖縄県にて開業。47都道府県全てでの展開を実現[6]。
- 2021年 - 年間流通総額が200億円を突破[36]。
- 2022年5月 - 移動スーパー業界初の稼働台数1,000台を突破[7]。
- 2023年8月 - 隔月の情報誌「ぐ〜す〜月刊とくし丸」を創刊[37]。
- 2024年1月 - 能登半島地震に対して被災地での救援活動を開始[14]。

## テレビ番組
- 日経スペシャル カンブリア宮殿 全国の買い物難民を救う！驚異の移動販売車（2015年9月17日、テレビ東京）[38]

## 関連書籍
- 『買い物難民を救え！ 移動スーパーとくし丸の挑戦』（著者:村上稔）（2014年7月2日、緑風出版）ISBN 9784846114114
- 『ねてもさめても とくし丸 移動スーパーここにあり』（著者:水口美穂）（2017年4月1日、西日本出版社）ISBN 9784908443152
- 『とくし丸のキセキ ザッソー・ベンチャー移動スーパー』（著者:住友達也）（2018年8月10日、西日本出版社）ISBN 9784908443305